# Leom

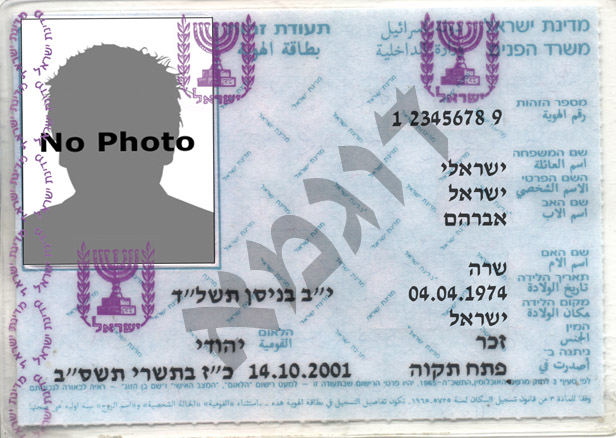
Une carte d’identité israélienne.

En Israël, un leom (pluriel leomim, en hébreu לאום) est le terme utilisé pour ethnie. Il figure sur les papiers d’identité des citoyens d’Israël, qui ont ainsi une triple appartenance (citoyenneté israélienne, leom, religion).

## Lesleomim
En Israël, les papiers d’identité indiquent la nationalité d’origine, ou ethnie. Une liste de 120 nationalités est disponible pour les citoyens qui choisissent celle qui leur convient. Elles correspondent pour 116 d’entre elles à des entités étatiques ou infra-étatiques, existant ou ayant existé (Abkhazie, Allemagne de l'Est, Yougoslavie, etc.) ou hébreu. Les cinq dernières sont « Juif, Arabe, Bédouin, Druze et Tcherkesse ».